# Torsionswelle
Torsionswellen sind Schallwellen, die sich in stabförmigen Festkörpern ausbreiten, wobei eine Verdrehung (Torsion) senkrecht zur Ausbreitungsrichtung erfolgt. Sie sind ein Spezialfall der Transversalwelle.
Eine katastrophale Auswirkung von Resonanz bei diesem Wellentyp zeigte sich bei der Zerstörung der Tacoma-Narrows-Brücke.